# Південноєвропейський нафтопровід
Південноєвропейський нафтопровід — міжнародний нафтопровід Лавера (Франція) — Карлсруе (ФРН). Довжина 782 км. Експлуатується з 1962 р. Конструкція трубопроводу дозволяє одночасно перекачувати до 6 сортів нафти.